# Східно-Індійська залізниця

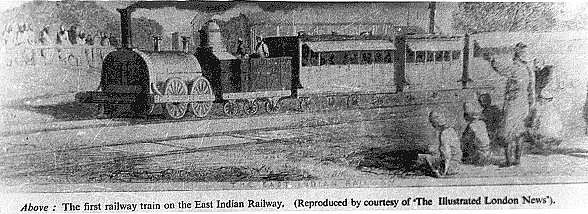
Перший поїзд на залізниці, 1854 рік.

Східно-Індійська залізниця (англ. East Indian Railway Company, пізніше East Indian Railway, EIR) — залізнична компанія, що збудувала систему залізниць у північній та східній Індії та керувала ними до 1952 року. В інших частинах Індії працювали Велика індійська півострівна залізниця, Південно-Індійська залізниця, Центрально-Індійська залізниця та Північно-Західна залізниця. Компанія була заснована 1 червня 1845 року в Лондоні з капіталом у £ 4 000 000, зібраними в Лондоні. Будівництво залізниці почалося у 1851 році. У 1863 році відкрилася найбільша ділянка від Хаури до Бенареса, а у 1866 році — гілки до Делі та Аґри. У 1867 році система компанії була сполучена із залізницями Великої індійської півострівної залізниці. У 1879 році уряд Великої Британії викупив залізницю, але вона керувалися приватною компанією до 1925 року, коли залізниця опинилася під керівництвом уряду Британської Індії. У 1952 році уряд незалежної Індії розділив залізницю між новими підрозділами залізниць Індії: Північними та Східними залізницями.